# Bigyra
Bigyra és un agrupament d'Heterokonts.
Inclou Bicosoecida, Blastocystis i Labyrinthulida.
També s'ha descrit com contenent Opalozoa, Bicoecia, i Sagenista.